# Туганова, Ольга Эрастовна
О́льга Эра́стовна Туга́нова (24 марта 1921,Москва, РСФСР — 29 ноября 2007, Санта-Клара, Калифорния, США) — советский и российский учёный-американист, доктор исторических наук (1965). Специалист в области американской культуры и литературы.

## Биография
В 1944 году окончила юридический факультет МГУ. В 1942—1946 годах работала в Редакции иностранной информации ТАСС, преподавала международное право (1946—1948), а затем работала в научно-исследовательских институтах Академии наук СССР. В последние годы работала в Институте всеобщей истории РАН. Председатель Комиссии по истории культуры США Научного совета по истории мировой культуры РАН.

С августа 1999 года проживала в в городе Маунтин-Вью, Калифорния, США. Литературный и личный архив Ольги Эрастовны Тугановой хранится в Гуверовском институте войны, революции и мира, входящий в систему Стэнфордского университета.

Похоронена в городе Пало-Алто на кладбище Альта-Меса.

## Избранная библиография
- Политика США и Англии на Ближнем и Среднем Востоке (1960);
- США: социально-политический кризис. Проблемы рабочего и общедемократического движения (1972);
- Взаимодействие культур СССР—США. XVIII—XX века (1987);
- Современная культура США (1989);
- Американский характер. Очерки культуры США (1991, 1995).

## Семья
Сын от первого брака — Александр Туганов, инженер, проживает в Сан-Франциско (США). Муж (второй брак) — Владимир Лазарев, советский поэт-песенник ("Мне приснился шум дождя", "Не остуди своё сердце, сынок", "Возвращение любви", и др.)

## О ней
- Туганова Ольга Эрастовна // Иванян Э. А. Энциклопедия российско-американских отношений. XVIII—XX века. — М.: Международные отношения, 2001.— 696 с. — ISBN 5-7133-1045-0.